# Mortuarium
Das Mortuarium war eine beim Tod eines Hörigen (der Eigenleute) fällige Naturalabgabe an den Grundherrn.

## Geschichte
Das ursprüngliche, verbreitet bis ins 15. Jahrhundert bestehende Erbrecht des Herrn am Hof eines Freigelassenen schwächte sich im Laufe der Zeit zu einer Steuer ab. Diese Steuer hatte meist den Charakter einer Reallast (Sachleistung), etwa das beste Stück Vieh, das beste Gewand, Teile oder sogar die Gesamtheit der Fahrhabe oder die Waffen des Mannes. Verschiedentlich wurde die Sachleistung durch eine Geldabgabe ersetzt, mit der auch Leibgewinns-, Laten- oder Zinsgüter belastet wurden, so dass das Mortuarium einer modernen Erbschaftsteuer immer ähnlicher wurde.
Die Reallast war eine starke Belastung der Bauern, weshalb diese beispielsweise in den Zwölf Artikeln des Bauernkrieges deren Beseitigung forderten. Sie erfolgte aber erst meist gegen Ende des 18. oder zu Anfang des 19. Jahrhunderts.
In Bayern wurde diese Steuer des Besthauptes entsprechend der liberalen französischen Gesetzgebung am 12. Dezember 1808 zusammen mit der Leibeigenschaft abgeschafft.

## Begriffe
Die Abgabe hatte regional und sachbezogen unterschiedliche Bezeichnungen wie Fall, Gewandfall, Hauptfall, Besthauptfall, Leibfall, Todfall, Lass, Hauptrecht, Besthaupt, Kurmede.